# Bordonia majuscula
Bordonia majuscula är en insektsart som beskrevs av Albino Morimasa Sakakibara 1998. Bordonia majuscula ingår i släktet Bordonia och familjen hornstritar. Inga underarter finns listade i Catalogue of Life.